# Nadleśnictwo Rudka
Nadleśnictwo Rudka – jednostka organizacyjna Lasów Państwowych podległa Regionalnej Dyrekcji Lasów Państwowych w Białymstoku. Siedziba nadleśnictwa znajduje się w Rudce, w powiecie bielskim, w województwie podlaskim. Nadleśnictwo graniczy z Narwiańskim Parkiem Narodowym.
Nadleśnictwo obejmuje część powiatów bielskiego, białostockiego, siemiatyckiego i wysokomazowieckiego w województwie podlaskim oraz ostrowskiego w województwie mazowieckim.

## Historia
Nadleśnictwo Rudka utworzono w 1944. Objęło ono lasy prywatne znacjonalizowane przez komunistów (wyjątek stanowiły uroczyska Oleksin i Holonki, które już w czasach zaborów były własnością państwową). W 1974 nadleśnictwo Rudka uzyskało obecne granice.

## Ochrona przyrody
Na terenie nadleśnictwa znajduje się jeden rezerwat przyrody Koryciny.

## Drzewostany
Typy siedliskowe lasów nadleśnictwa (z ich udziałem procentowym):
- lasy 84,07%
- bory 12,72%
- olsy 3,19%

Dominują las świeży i las mieszany świeży.
Gatunki lasotwórcze lasów nadleśnictwa (z ich udziałem procentowym):
- sosna, modrzew, daglezja 39,44%
- dąb, jesion, grab 32,37%
- brzoza 12,41%
- świerk 4,93%
- olsza 9,89%
- inne 0,96%

Przeciętna zasobność drzewostanów nadleśnictwa wynosi ponad 279 m³/ha, a przeciętny wiek 68 lat.